# Labastide-d'Anjou
Labastide-d'Anjou è un comune francese di 972 abitanti situato nel dipartimento dell'Aude nella regione dell'Occitania.

## Società

### Evoluzione demografica
Abitanti censiti